# Субботино (микрорайон)
Субботино — микрорайон в составе Индустриального района Перми.

## География
Микрорайон расположен к югу от микрорайона Балатово между левым берегом реки Мулянка и южным обходом Перми.

## История
Впервые Субботино как составная часть города появляется на туристической схеме Перми в 1988 году. Ныне представляет собой зону частной застройки при отсутствии социально значимых объектов.

## Транспорт
Маршрутное такси 9Т от Верхних Муллов.